# 欧弥格
欧弥格（英語：Michele Alberto Arduino；1909年3月5日—1972年6月18日），是天主教意大利籍主教及慈幼会會士。曾任廣東省韶州教區主教（1946年-1962年）及意大利洛克里-杰拉切教区主教（1962年-1972年）。

## 生平
欧弥格出生於1909年3月5日，在意大利王國北部皮埃蒙特大區都灵省的市鎮弗里佐。他15岁時就来到中国，並進入廣東省韶關河西的慈幼会初學院。其後，在葡屬澳门發初願及读哲学，再回意大利都灵學習神学，最后獲羅馬宗座額我略大學頒授神學碩士。1933年7月9日，欧弥格在24岁於意大利晉鐸。
随后，欧弥格回到中国廣東省韶關繼續传教，並曾擔任上海慈幼會院院長。1948年4月9日，欧弥格在39岁時獲時任教宗庇護十二世任命為廣東省韶州教區主教。同年6月29日，在上海由聖座駐華公使黎培里总主教主禮，南京總教區總主教于斌及海門教區主教朱开敏襄禮晉牧。
1949年10月1日，中國共產黨在中國大陸地區建立中華人民共和國，並開始針對天主教進行宗教迫害及打壓，教會已經無法正常功能。1951年，歐彌格主教被中國政府驅逐出境，並經英屬香港返回意大利。其後，歐彌格主教出任慈幼會母院都灵進教之佑圣母圣殿主任司鐸。在1958年7月1日為辣法厄爾·法里納晉鐸。
1962年10月21日，欧弥格主教在53岁時改任為意大利南部的傑拉切-洛克里教區主教。他曾出席1962年至1965年期間舉行的梵蒂岡第二屆大公會議。1970年，歐主教遭遇车祸受伤。1972年6月18日，欧弥格主教在意大利去世，享年63岁。